# Charles de Levin

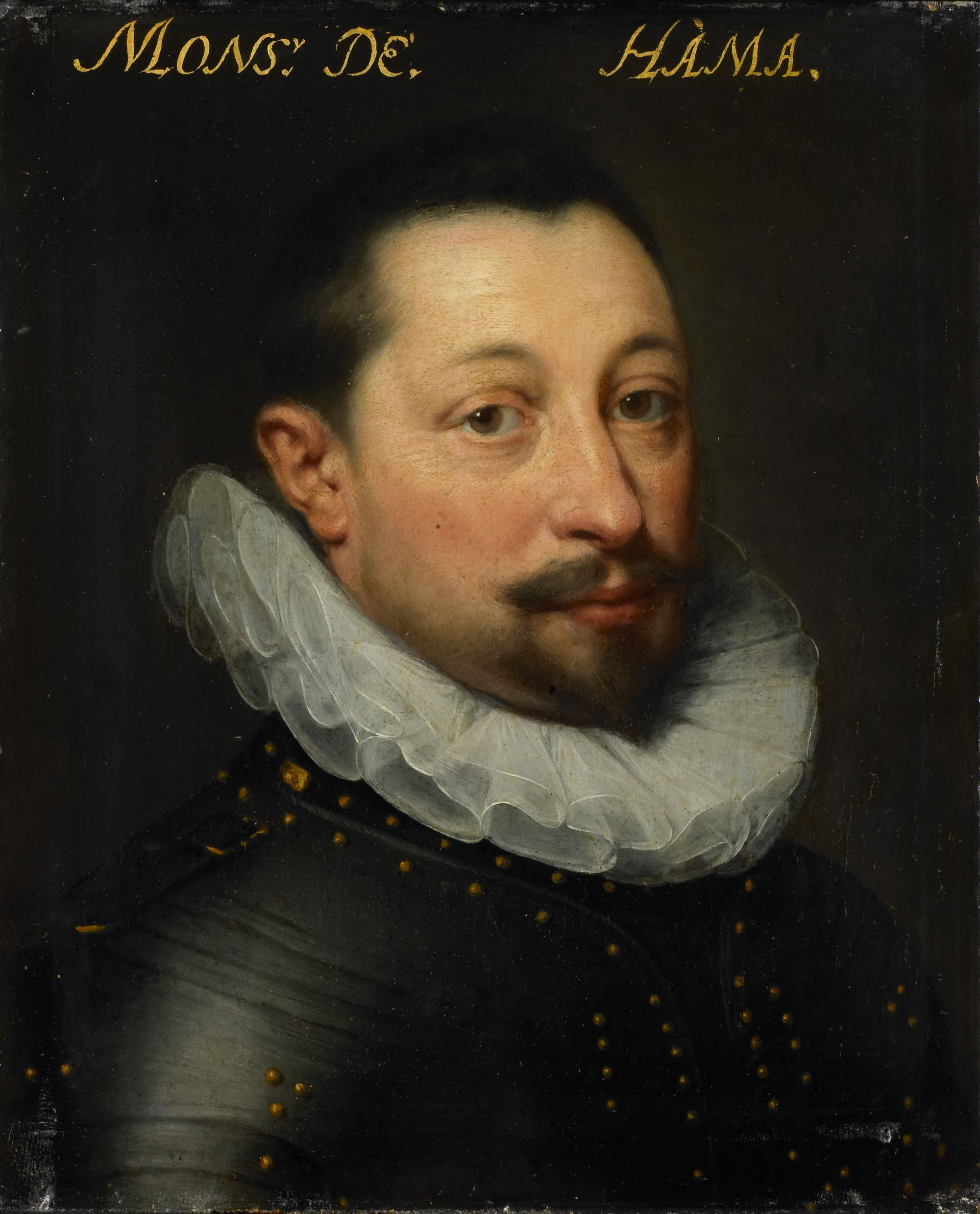
Charles de Levin, von Jan Anthoniszoon van Ravesteyn

Charles de Levin, Herr von Famars, Lousart und Thoricourt († 30. Juli 1592 bei Ootmarsum) war ein militärischer Befehlshaber im Achtzigjährigen Krieg.
Charles de Levin wurde 1586 General der niederländischen Artillerie, nachdem er 1566 bei Valenciennes und 1572 bei Mechelen gegenwärtig gewesen war. Unter der Herrschaft des Prinzen Wilhelm I. von Oranien war er General der Kavallerie und 1586 Gouverneur der Festung Heusden. Im Jahr 1592 wohnte er der Belagerung von Steenwijk bei und fiel in diesem Jahr bei Ootmarsum.

## Quelle
- Pierer’s Universal-Lexikon von 1857, Seite 324

| Personendaten    | Personendaten                                       |
| ---------------- | --------------------------------------------------- |
| NAME             | Levin, Charles de                                   |
| KURZBESCHREIBUNG | militärischer Befehlshaber im Achtzigjährigen Krieg |
| GEBURTSDATUM     | 16. Jahrhundert                                     |
| STERBEDATUM      | 30. Juli 1592                                       |
| STERBEORT        | bei Ootmarsum                                       |